# Kamandaldinni, Lingsugur
Kamandaldinni là một làng thuộc tehsil Lingsugur, huyện Raichur, bang Karnataka, Ấn Độ.